# Tables sultaniennes

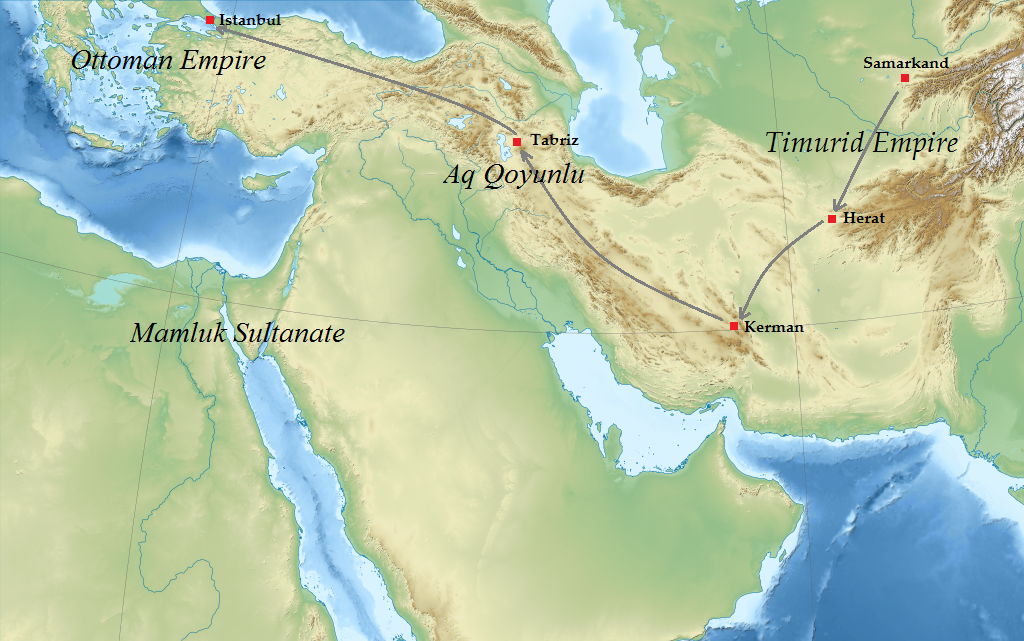
Voyages d'Ali Quchtchi avec les Tables sultaniennes après la mort d'Ulugh Beg

Les Tables sultaniennes (zij-e soltâni en persan) ou Tables du gendre impérial (zij-e gurgâni), sont des tables astronomiques réalisées au XVe siècle à la médersa puis à l'observatoire de Samarcande.

## Compilation et destin desTables
Les Tables ont été compilées par une équipe de 60–70 savants dirigée par le prince-astronome Ulugh Beg.
Parmi les collaborateurs du prince figuraient les mathématiciens et astronomes Qadi-zadeh Roumi, son professeur, Ali Quchtchi, son élève, et al-Kachi, un mathématicien remarquable dont les propres Khaqani zij (Tables du grand khan) furent intégrées aux Tables sultaniennes.
Les Tables sultaniennes parurent en 1437 mais furent améliorées par Ulugh Beg jusque peu avant sa mort en 1449. L'équipe calcula les positions de plus de mille étoiles ; un certain nombre d'entre elles, non décrites jusque-là, gardent le nom qu'on leur a donné alors.
En 1449, Ulugh Beg, plongé dans des luttes de succession par la mort de son père, fut assassiné par son fils Abd ul-Latif ; des intégristes en profitèrent pour détruire l'observatoire. Ali Quchtchi partit avec une copie des Tables sultaniennes, d'abord à Tabriz chez les Aq Qoyunlu, puis à Constantinople chez les Ottomans ; c'est de là qu'elles atteignirent l'Europe. On a ainsi trace d'une copie réalisée vers 1500 probablement près de Venise d'une version en hébreu écrite probablement au XVe siècle
. Cet écrit pourrait être un indice d'une connaissance par Nicolas Copernic des modèles planétaires arabes. Une partie de ces tables est ensuite traduite en latin en 1643 par John Greaves, en 1665 par Thomas Hyde. Transcrites par John Wallis, elles furent transmises par lui à Hévélius, qui montra beaucoup de considération pour l'astronome de Samarcande. Une traduction complète en français est réalisée en 1839 par Louis-Pierre-Eugène Sédillot.

## Description
Les Tables sont constituées de 4 livres. Le premier présente les anciens calendriers (calendrier lunaire, calendrier solaire persan, calendrier chinois Uyghur). Le second livre traite la partie mathématiques avec l'astronomie sphérique, les tables de sinus, de sinus verse, de tangente et de cotangente. Le troisième traite du système planétaire avec le mouvement des planètes et les distances du Soleil et de la Lune et d'astrologie. Le dernier livre présente des calculs astronomiques.
Edward Stewart Kennedy, résumant l’œuvre, signale la présence de tables de fonctions trigonométriques, de fonctions d'astronomie sphérique, des tables d'ascension, une table d'équation du temps, des tables de mouvement moyen des planètes, une table de la parallaxe solaire, une table des longitudes et latitudes de 240 villes.